# Inference
Inference jsou mentální procesy, které slouží k doplňování explicitně nevyjádřených informací do kontextu situace (rozhovor, čtení textu atd.). To, co bylo již vyjádřeno, je pouze východiskem, zatímco inference pomáhá dotvářet celkový psychický obraz. Inference se zakládají jak na subjektivních zkušenostech recipienta se světem a jeho fungováním, tak na objektivních faktorech, kterými může být například forma textu, hlasitost rozhovoru atd. 
Inference vycházejí ze zákonů logiky. Na explicitně získané informace jsou aplikovány předpoklady, na základě těchto předpokladů a použitím logického uvažování jsou následně vyvozeny závěry. Inference tedy pracují s tím, co je považováno za pravdivé nebo co lze za pravdivé považovat, a pomáhají vyvozovat odlišná ale související pravdivá tvrzení. 

## Příklady inferencí
Slavným příkladem inferencí jsou tzv. sylogismy rozvinuté již v antickém Řecku, pracující se dvěma pravdivými premisami:
Pokud je pravdivé tvrzení:
(a) „ Všichni lidé jsou smrtelní. “
a následně také:
(b) „ Sokrates je člověk. “
pak je závěr rovněž pravdivý:
(c) „ Sokrates je smrtelný. “
Podobně pokud uvedeme tvrzení:
(a) „ Každý zaměstnanec naší firmy má vlastní automobil. “
A následně tvrzení:
(b) „ David je zaměstnanec naší firmy. “
Pak pomocí inferencí lze dojít k pravdivému tvrzení:
(c) „ David má vlastní automobil. “
Pokud jsou tedy obě premisy (a i b) pravdivé, je nutně pravdivý závěr (c). Při vyvozování závěrů může docházet k chybám, nebo mohou být premisy nepravdivé. V takovém případě dochází ke klamnému závěru.

## Disciplíny
Inference jsou nepřístupné objektivnímu pozorování, máme tedy pouze přibližnou představu o jejich fungování. Důraz při zkoumání inferencí se klade na mezioborové vazby a spolupráci. Hlavními disciplínami, které pracují s inferencemi, jsou psychologie a lingvistika. Obě uchopují téma z různých úhlů pohledu, přičemž se na některých teoriích shodují a v některých se rozchází. 

### Psychologie
Z psychologického hlediska je předmětem zkoumání především mentální reprezentace textu. Psychologický výzkum si klade otázku, do jaké míry inference pomáhají vytvářet mentální obrazy, jaká je motivace jejich užívání při procesu a do jaké míry si recipient textu jejich zapojení uvědomuje.
Jedním z odborníků je P. N. Johnson-Laird. Ten předpokládá, že existuje jakýsi „pracovní model“ fenoménu, který pomáhá s porozuměním určitých jevů. Takový „pracovní model“ je v mysli recipienta. Podle Johnson-Lairda při procesu porozumění tento model vytváříme a zároveň vyhodnocujeme jeho vhodnost v závislosti na komunikační situaci. Johnson-Laird odmítá i předpoklad, že existují přesně daná pravidla a schémata pro inferenční procesy. Místo toho inferenční procesy považuje za přirozené a univerzální mentální procesy, které konstruují základní model vnímaných jevů a událostí. Pokud recipient rozpozná, že některá z inferencí v modelu není platná, dochází k reinterpretaci.
Johnson-Laird rozeznává dva druhy inferencí: implicitní a explicitní. Implicitní probíhají spontánně, rychle a automaticky. Skrze implicitní inference může vlivem jejich automatizace a rychlosti docházet k omylům. Explicitní inferenční procesy nejsou automatické, ale zcela záměrné a probíhají delší dobu.
S další klasifikací a výzkumem inferencí se můžeme setkat v jedné ze studií Alana Garnhama. Ten při jejich klasifikaci vychází z funkce. Zpravidla jsou označovány za tzv. „přemosťovací inference“, v mnohých ohledech se shodují s implicitními inferencemi. Pro porozumění textu jsou nezbytné, zahrnují kauzální vztahy prostoru, času a částí textu. Druhou kategorií jsou inference elaborativní. Recipient je vytváří dopředu, neboť se domnívá, že v průběhu interpretace budou potřeba. Činí tak z ekonomických důvodů. Elaborativní inference ovšem mohou interpretaci textu ztížit, protože pokud se předpoklad nebude shodovat s následně získanými informacemi, bude recipient muset vykonat reinterpretaci. Garnham rozlišuje ještě pseudoinference a tzv. „truth-inference“, které vyděluje z časového hlediska. Existence těchto dvou typů je ovšem podstatně hůře dokazatelná.
Psychologie klade větší důraz na pravdivostní faktor inferencí, ten ovšem není zcela opomíjen ani lingvistikou.

### Lingvistika
Lingvisté se při výzkumu inferencí soustředí především na text a jeho vlastnosti. Inference jsou v lingvistice podstatné podílením se na koherenci textu a na interpretaci textu jako celku. Dopomáhají odhalovat časové, prostorové a kauzální vztahy. Roli hrají při pochopení metafor, ironie a jiných textových specifik. Význam mají i pro konečné zařazení textu do konkrétních stylů, žánrů.
Příkladem lingvistického přístupu může být např. pojetí N. E. Enkvista. Inference vytváří hypotézy z premis a hodnotí je, doplňují tedy takové informace, které nebyly vyjádřeny. Podle Enkvista probíhají inference na třech rovinách, přitom tyto roviny nepracují odděleně. Vnitrotextová rovina rekonstruuje „svět“ textu, ilokuční rovina rozeznává např. komunikační funkci konkrétní promluvy, interakční rovina dotváří mentální obraz o autorovi textu.
Enkvist vyděluje i konkrétní druhy inferencí, konkrétně: existenciální, kategoriální, referenční, poté dynamické a statické, a konečně selektivní a aditivní inference.
Inference se podle něj mohou stát důležitým faktorem pro stylovou charakteristiku textů.

#### Inference v pragmatice
Inference úzce souvisí i s pragmatikou. Jedná se o lingvistickou disciplínu, která se zajímá o řečové akty a konkrétní účely, za kterými jsou výpovědi řečeny.
Inference a procesy logického uvažování se zapojují do procesů argumentace. Forma argumentu (syntax) se střetává s pravdivostní hodnotou výpovědí (sémantika). Výpovědi jsou nazývány propozicemi.
V konverzaci kromě propozice hrají podstatnou roli i presupozice (tedy obecně přijaté předpoklady umožňující smysluplnou komunikaci), konverzační implikatury (narušení doslovného významu výpovědi, výpověď má jiný sémantický význam a jiný pragmatický význam) a asociační anafory (věcné vztahy mezi předměty výpovědi, nejsou koreferenční, ale lze je odvodit).
Příklad konverzační implikatury:
Tvrzení:
(a) „ Došel mi benzín. “
může být v závislosti na situaci pochopeno jako otázka:
(b) „ Kde je možné benzín sehnat? “ (tedy: „ Kde je nejbližší čerpací stanice? “)
A potom výpověď druhého účastníka konverzace bude odpovědí na otázku, která nebyla explicitně vyřčena:
(c) „ Pumpa je za rohem. “
Příklad asociační anafory, která se uplatňuje především v koherenci textu:
(a) Helena vstoupila do pokoje. (b) Ze stropu kapala voda.
Na základě našich zkušeností se světem víme, že za běžných okolností je součástí každého pokoje i strop. Pokoj i strop jsou spolu významově spojeny, nejsou koreferenční (neoznačují totéž), přesto však nedochází k narušení koherence textu.

#### Inference v textové lingvistice
V lingvistických disciplínách pracuje s inferencemi nejvíce textová lingvistika. Popis inferencí je možný téměř jen tam, kde je inference textem vyžadována. Tyto inference souvisí s kohezí a koherencí textu a s propozicemi. Obzvláště u koherence je pak důležitá tematická návaznost textu.
Pro zkoumání inferencí lze využít introspekční metody, tedy pozorování sebe sama, svých myšlenkových pochodů. Tato metoda je ohraničena tím, že je jí možné analyzovat jen takové jevy, kterých si je člověk sám vědom. Mohou pomoct např. při rozhodování, které inference jsou textem vyžadovány, a které jsou tzv. elaborativní.
Vhodné jsou také lingvistické experimenty, které mohou být vystavěny na rychlosti čtení nebo rychlosti reakce na podněty. Takové experimenty jsou ovšem technicky náročné.
Inference se v textu nejčastěji zapojují tam, kde se setkáváme např. se zájmeny, elipsami, totalizátory nebo sémantickými vztahy mezi slovy, jako je třeba hyponymie a hyperonymie.

#### Inference v literární teorii
Inference se zapojují i do interpretace literární textů, tento úkon lze považovat za zvláštní případ porozumění textu. Velkou roli zde hraje subjektivita, některé inference jsou textem vyžadovány, jiné se stávají pouhou interpretační možností, dohadem.
Interpretací literárních textů se zabývá obor literární teorie, literární interpretace.